# Kedungasem (Wonoasih)
Kedungasem is een bestuurslaag in het regentschap Probolinggo van de provincie Oost-Java, Indonesië. Kedungasem telt 6761 inwoners (volkstelling 2010).